# 北星学園余市高校大麻事件
北星学園余市高校大麻事件（ほくせいがくえんよいちこうこうたいまじけん）は、北星学園余市高等学校で起きた大麻事件。

## 概要

### 1996年
1996年に寮に1人の生徒が大麻を持ち込んでいたということが発覚。その時に生徒会によって行われたアンケートでは、入学前に大麻を経験していたという生徒が30人近くいた。だがその時には校内では大麻は広まらなかった。

### 2001年
以前の発覚から4年後の時点の2001年には寮内の大勢の生徒が大麻に汚染されていたことが発覚し、このことがマスコミに大々的に報道される。当時の全校生徒は560人であったが、このうちの79人が大麻などに手を染めていた。79人のうちの2人は退学処分となり、77人は謹慎処分となった。このことから翌年以降の入学志願者は激減する。それから教員は再発防止のために頑張ってきたが、入学志願者の減少は止まらなかった。

### 2002年
2002年9月2日に全校集会を開き、以前の事件に立ち返り気持ちを新たにすることを確認する。9月8日の夜に友人に説得されたことから大麻に手を出していた本人が担任の自宅に訪れ、自らが大麻に手を出し友人に売っていたことも話した。このことで3人の生徒が無期停学処分となった。

### 2004年
2004年9月17日までに在校生の2人が大麻を所持していたとして逮捕された。逮捕されたうちの1人は9月5日に出会い系サイトを通じて知り合った人物から乾燥大麻を譲り受けていた。そしてその譲り受けた一部を別の生徒に渡していた。それから校内で大麻を所持しているという噂が広まり、教師が問いただしたところ大麻を吸っていたということを認めた。遊び心で大麻を吸っていた。5月9日に余市警察署に出頭した。

### 2024年
2年生の男子2名、女子1名が大麻を吸ったとして4月22日付で退学処分。大麻はそのうちの1名がインターネットで購入したものだった。3名は2023年5月から9月頃に余市町内の海岸などで数回吸った。別の生徒が教師に相談し、3名は「気を紛らわせるため」などと事実を認め、退学処分ののち学校は4月24日に余市警察署に連絡した。